# 깔창

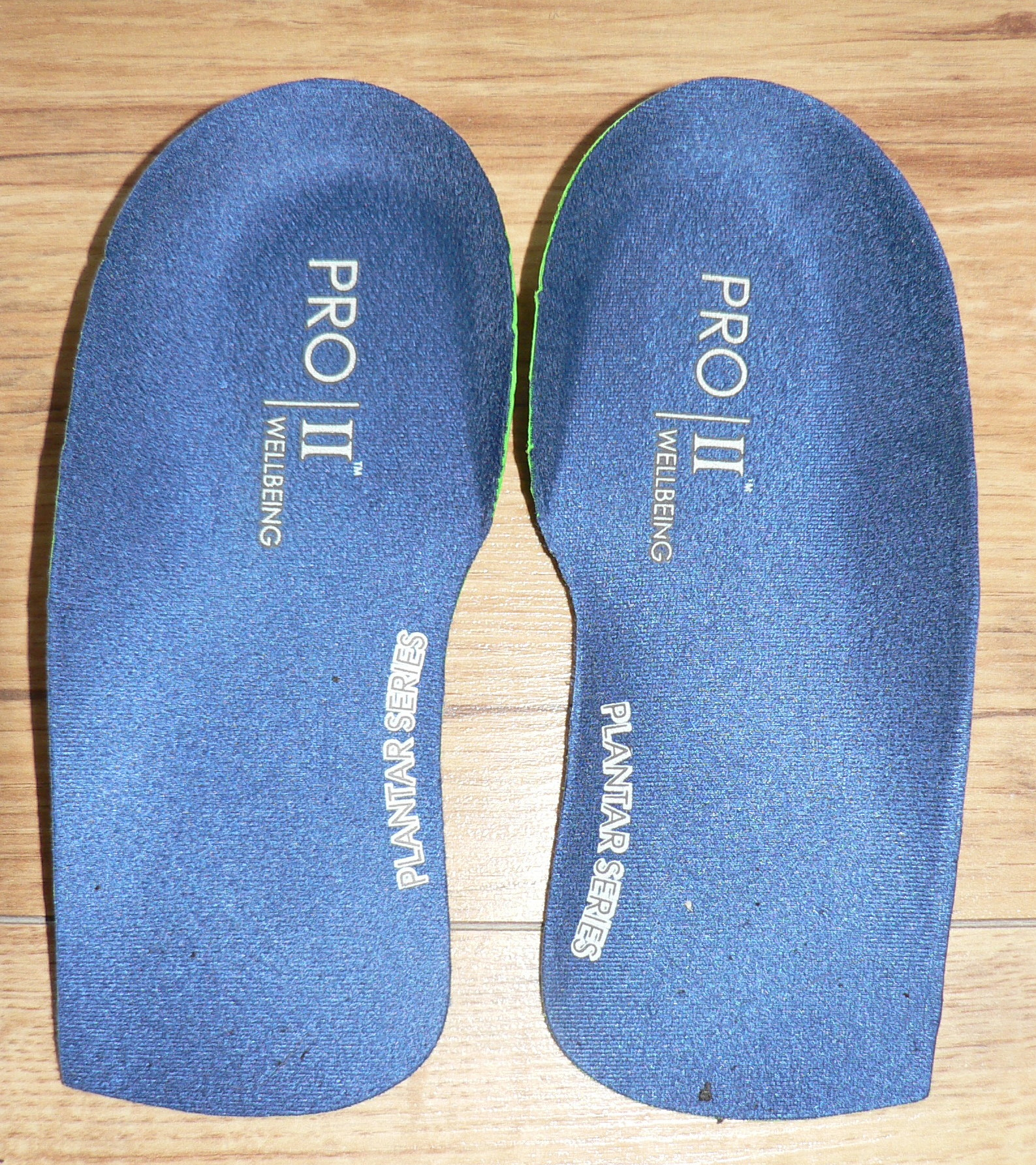
한 쌍의 깔창

탈착형 깔창은 착용의 편안함, 높이 개선, 족저 근막염 치료, 오목 발바닥 받침, 그리고 관절염, 남용, 다리 길이 불일치, 수술 교정과 운동 등의 이유에서 비롯되는 관절통의 완화 등 수많은 목적을 위해 사용된다.
깔창을 의학적인 목적으로 사용하는 것은 이점에 대한 증거가 부족한 것으로 비판을 받으며, 일정한 효과를 내지 못한다. 명성이 있는 발병 전문가들은 1명의 환자를 위해 완전히 다른 깔창을 처방한다. 게다가 깔창의 디자인의 영향은 환자에 따라 상당히 다양하며, 처방을 개인화하기 위한 표준은 존재하지 않는다. 그러나 혼재된 증거는 존재한다. 환자는 적어도 단기간의 편안함 개선을 종종 보고하며 기타 연구에 따르면 효율성을 입증한다.

## 같이 보기
- 족부의학